# Rose English
Rose English (* 1950 in Hereford, Vereinigtes Königreich) ist eine britische Künstlerin, die in den Bereichen Performance, Installation, Theater, Tanz und Film tätig ist.

## Leben
Sie studierte von 1971 bis 1973 Kunst am Leeds Polytechnic. 
Rose English hat ihre eigenen Werke über 35 Jahre lang an international renommierten Orten wie der Tate Britain, dem Royal Court Theatre, der Queen Elizabeth Hall, beim Adelaide Festival und am Lincoln Center, New York, aufgeführt.

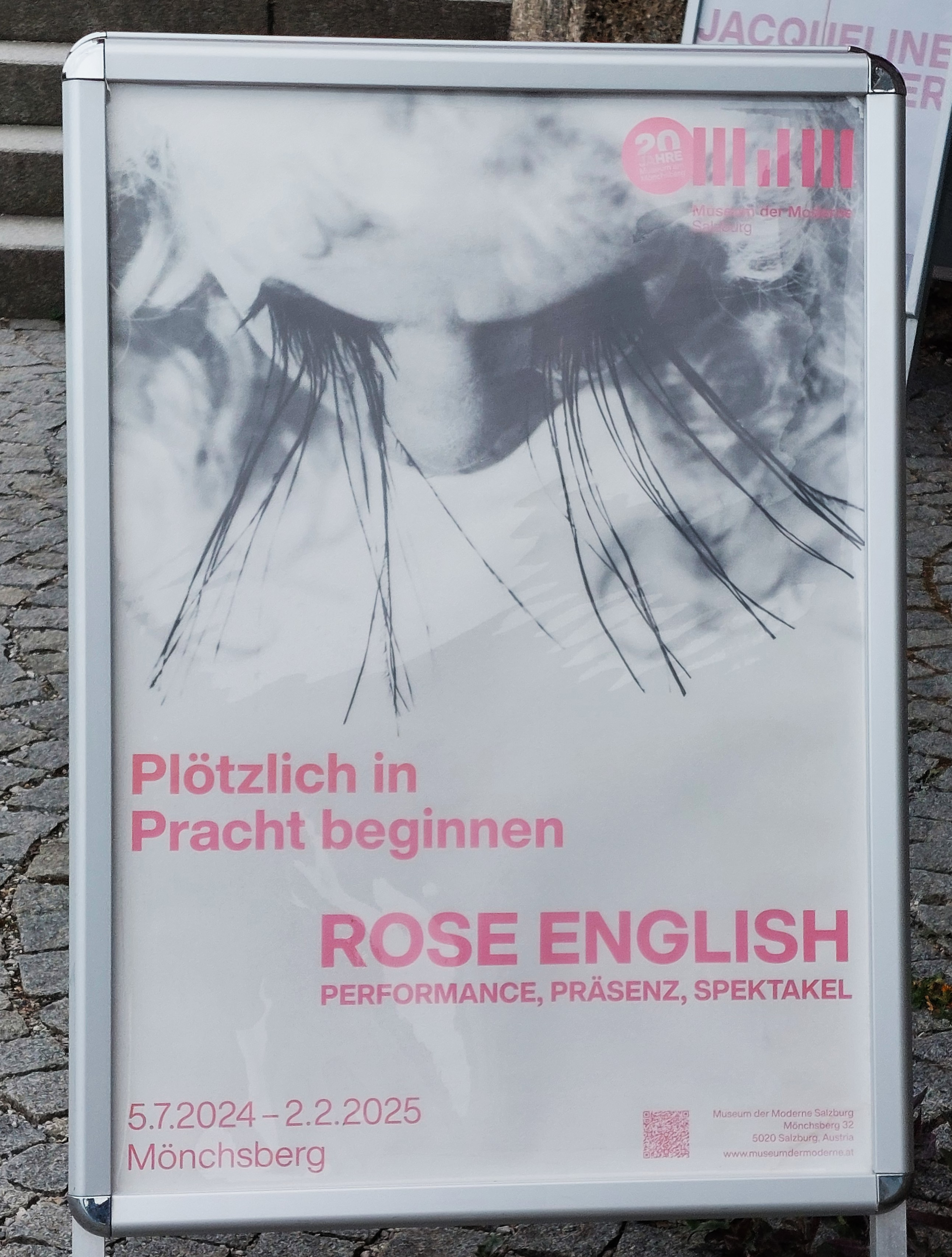
Ausstellungsplakat Rose English vor dem Museum der Moderne Salzburg

## Werk
In ihrem Werk verbindet sie Elemente von Theater, Zirkus, Varieté und Oper, um die Themen der Geschlechterpolitik, die Identität von Performern und die Metaphysik der Präsenz zu erforschen; Oft nehmen Musiker, Tänzer, Zirkusartisten, Magier und Pferde daran teil. Ihre Arbeiten reichen von ortsspezifischen kollaborativen Performances der 1970er Jahre wie Quadrille, Berlin und Mounting, über ihre Solo-Performances der 1980er Jahre wie Plato's Chair und The Beloved hin zu groß angelegten Performances der 1990er Jahre wie Walks on Water, The Double Wedding und Tantamount Esperance. Die Performancearbeiten der 1970er von Rose English wurden in der Ausstellung WACK! Art and the Feminist Revolution im Museum of Contemporary Art, Los Angeles gezeigt, und waren anschließend 2007–2009 in mehreren Museen der USA und Kanada zu sehen.
Die Arbeiten von English im Bereich Tanz umfassen unter anderem die Choreographie von Ariadne auf Naxos an der Bayerischen Staatsoper unter der Leitung von Tim Albery, und ihre Zusammenarbeit mit dem Choreographen Matthew Hawkins, unter anderem für Angels and Exiles am Royal Opera House in London.
Als Schauspielerin ist Rose English aus Theater, Film und Fernsehen bekannt, unter anderem in Zusammenarbeit mit dem Regisseur Richard Jones, Sally Potter und Nick Philippou. Sie war zu sehen in The Escort, Our Mutual Friend, Mein Mann Picasso, Cracker, The Brooch Pin and Sinful Clasp , und The Witches.
Sie wird vertreten von der Richard Saltoun Gallery, ihre Werke sind unter anderem Teil der Tate Collection und der Sammlung Verbund.

## Einzelausstellungen (Auswahl)
- 2024–2025 Plötzlich in Pracht beginnen. ROSE ENGLISH: Performance, Präsenz, Spektakel, Museum der Moderne Salzburg[14]
- 2019 Rose English: Form, Feminism, Femininities, Richard Saltoun Gallery, London
- 2018 Remember This! installation for Circus Originals, commissioned by Crying Out Loud, Somerset House, London
- 2016 The Grand Tour: Rose English and Sir Peter Blake, Harley Gallery, Welbeck Estate, Nottinghamshire
- 2015 Rose English: A Premonition of the Act, Camden Art Centre, London
- 2014 The Eros of Understanding, Kunsthal Charlottenborg, Kopenhagen
- 2009 NOTES on a Return, Archival Exhibition 1: Rose English - Plato's Chair, Laing Art Gallery, Newcastle-upon-Tyne
- 2008 Lost in Music, Installation im Auftrag von Northern Stage, Newcastle-upon-Tyne
- 2025: Plötzlich in Pracht beginnen, Performance, Präsenz und Spektakel im Museum der Moderne Salzburg

## Ausstellungsbeteiligungen (Auswahl)
- 2023 Eye Body, TJ Boulting, London
- 2022 Born From Earth, Richard Saltoun Gallery, London
- 2020 Bodily objects. Arusha Gallery, Edinburgh
- 2020 Sixty Years, Tate Britain, London
- 2019 Feminist Avant-Garde of the 1970’s: Work’s from the Sammlung Verbund, Vienna, Centre de Cultura Contemporania de Barcelona
- 2019 The Lie of the Land, MK Gallery, Milton Keynes
- 2018 Circus Sampler, East Wing Gallery, Somerset House, London
- 2018 DRAG: Self-portraits and Body Politics, HENI Project Space, Hayward Gallery, London
- 2015 Of Other Spaces: Where does gesture become event?, Cooper Gallery, DJCAD Dundee
- 2016 Liberties, The Exchange, Penzance
- 2014 Keywords: Art, Culture and Society in 1980's Britain, Tate Liverpool, Liverpool
- 2013 re.act feminism - a performing archive, Akademie der Künste, Berlin
- 2012 Powerhouse, Smiths Row, Bury St Edmunds, Suffolk
- 2011 Interloqui, Caterina Tognon Arte Contemporanea, Venedig
- 2008 WACK! Art and the Feminist Revolution, P.S.1 Contemporary Art Center, Long Island City; Vancouver Art Gallery, Vancouver
- 2007 WACK! Art and the Feminist Revolution, The Museum of Contemporary Art, Los Angeles; the National Museum of Women in the Arts, Washington DC
- 2003 Hair - the Show, Tablet Gallery, London
- 1999 Atomism & Animism, Science Museum, London
- 1975 Sweet Sixteen and Never Been Shown, Women’s Free Art Alliance, London
- 1975 MAGNA. Feminismus: Kunst und Kreativität, Galerie nächst St. Stephan, Wien

## Auszeichnungen
- 1999 Paul Hamlyn Foundation Award for Artists[15]
- 1998 Harold Hyam Wingate Foundation Scholarship[16]
- 1988 Time Out Dance and Performance Award